# 영대초등학교
영대초등학교는 대한민국 세종특별자치시 금남면 울여울길 2 (영대리)에 있었던 초등학교이다.

## 연혁
- 1934년 5월 1일 금남공립보통학교 부설 영대간이학교 설립인가
- 1945년 10월 25일 금남국민학교 영대분교장 설치인가
- 1947년 10월 18일 영대국민학교로 개교
- 1960년 4월 1일 금석국민학교 분리 이관
- 1981년 6월 5일 병설유치원 개원
- 1996년 3월 1일 영대초등학교로 개칭
- 2003년 3월 1일 금남초등학교로 통폐합